# Gubernatorzy Arizony
Gubernator stanu Arizona jest najwyższym urzędnikiem we władzy wykonawczej szczebla stanowego. Jest także zwierzchnikiem Gwardii Narodowej Arizony, stanowych sił zbrojnych. Posiada prawo weta wobec decyzji parlamentu stanowego oraz prawo wydawania aktów wykonawczych do stanowionego przez parlament prawa. Dysponuje także prawem łaski wobec osób skazanych przez sądy stanowe (z wyjątkiem skazanych za zdradę oraz usuniętych z urzędu w procedurze impeachmentu).
Urząd ten powstał w 1863 (pod nazwą gubernator Terytorium Arizony), gdy Arizona została wyłączona z Terytorium Nowego Meksyku jako odrębne terytorium federalne. W latach 1863–1912 gubernator był urzędnikiem federalnym, powoływanym przez prezydenta USA. Gdy w 1912 Arizona została przyjęta do Unii jako 48. stan, urząd ten stał się wybieralnym.
Gubernator wybierany jest na czteroletnią kadencję w wyborach bezpośrednich, przeprowadzanych w dniu wyborów do Kongresu, czyli w praktyce na początku listopada. Zaprzysiężenie odbywa się zawsze w pierwszy poniedziałek stycznia. Gubernator może sprawować swój urząd przez dwie kadencje z rzędu. Po upływie czterech lat (jednej pełnej kadencji) od opuszczenia urzędu odzyskuje prawo do kandydowania na dwie kolejne kadencje.
W przypadku opróżnienia urzędu gubernatora przed końcem kadencji, urząd ten obejmuje automatycznie na czas pozostały do jej końca sekretarz stanu Arizony (o ile sam pochodzi z wyborów, a nie został mianowany na to stanowisko, np. w celu dokończenia kadencji innej osoby). Kolejne miejsca w linii sukcesji zajmują prokurator generalny, skarbnik stanu i stanowy superintendent oświaty publicznej (minister edukacji).

## Lista gubernatorów

### Gubernatorzy Terytorium Arizony
| #  | Gubernator                | Partia       | Kadencja  |
| 1  | John Noble Goodwin        | Republikanin | 1863–1866 |
| 2  | Richard C. McCormick      | Republikanin | 1866–1868 |
| 3  | James P.T. Carter         | Republikanin | 868–1869  |
| 4  | Anson P.K. Safford        | Republikanin | 1869–1877 |
| 5  | John Philo Hoyt           | Republikanin | 1877–1878 |
| 6  | John Charles Frémont      | Republikanin | 1878–1881 |
| 7  | John Jay Gosper           | Republikanin | 1881      |
| 8  | Frederick Augustus Tritle | Republikanin | 1882–1885 |
| 9  | Conrad Meyer Zulick       | Demokrata    | 1885–1889 |
| 10 | Lewis Wolfley             | Republikanin | 1889–1890 |
| 11 | John Nichol Irwin         | Republikanin | 1890–1892 |
| 12 | Nathan Oakes Murphy       | Republikanin | 1892–1893 |
| 13 | Louis Cameron Hughes      | Demokrata    | 1893–1896 |
| 14 | Charles Morelle Bruce     | Demokrata    | 1896      |
| 15 | Benjamin Joseph Franklin  | Demokrata    | 1896–1897 |
| 16 | Myron Hawley McCord       | Republikanin | 1897–1898 |
| 17 | Nathan Oakes Murphy       | Republikanin | 1898–1902 |
| 18 | Alexander Oswald Brodie   | Republikanin | 1902–1905 |
| 19 | William Francis Nichols   | Republikanin | 1905      |
| 20 | Joseph Henry Kibbey       | Republikanin | 1905–1909 |
| 21 | Richard Elihu Sloan       | Republikanin | 1909–1912 |

### Gubernatorzy stanu Arizona
| #  | Gubernator                  | Partia       | Kadencja  |
| 1  | George W.P. Hunt            | Demokrata    | 1912–1917 |
| 2  | Thomas Edward Campbell      | Republikanin | 1917–1917 |
| 3  | George W.P. Hunt            | Demokrata    | 1917–1919 |
| 4  | Thomas Edward Campbell      | Republikanin | 1919–1923 |
| 5  | George W.P. Hunt            | Demokrata    | 1923–1929 |
| 6  | John Calhoun Phillips       | Republikanin | 1929–1931 |
| 7  | George W.P. Hunt            | Demokrata    | 1931–1933 |
| 8  | Benjamin Baker Moeur        | Demokrata    | 1933–1937 |
| 9  | Rawghlie Clement Stanford   | Demokrata    | 1937–1939 |
| 10 | Robert Taylor Jones         | Demokrata    | 1939–1941 |
| 11 | Sidney Preston Osborn       | Demokrata    | 1941–1948 |
| 12 | Dan Edward Garvey           | Demokrata    | 1948-1951 |
| 13 | John Howard Pyle            | Republikanin | 1951–1955 |
| 14 | Ernest W. McFarland         | Demokrata    | 1955–1959 |
| 15 | Paul Jones Fannin           | Republikanin | 1959–1965 |
| 16 | Samuel Pearson Goddard, Jr. | Demokrata    | 1965–1967 |
| 17 | Jack Richard Williams       | Republikanin | 1967–1975 |
| 18 | Raúl Héctor Castro          | Demokrata    | 1975–1977 |
| 19 | Wesley Bolin                | Demokrata    | 1977–1978 |
| 20 | Bruce Babbitt               | Demokrata    | 1978–1987 |
| 21 | Evan Mecham                 | Republikanin | 1987–1988 |
| 22 | Rose Perica Mofford         | Demokratka   | 1988–1991 |
| 23 | Fife Symington              | Republikanin | 1991–1997 |
| 24 | Jane Dee Hull               | Republikanka | 1997–2003 |
| 25 | Janet Napolitano            | Demokratka   | 2003–2009 |
| 26 | Jan Brewer                  | Republikanka | 2009–2015 |
| 27 | Doug Ducey                  | Republikanin | 2015–2023 |
| 28 | Katie Hobbs                 | Demokratka   | od 2023   |